# Campo de Mirra
Campo de Mirra in castigliano e El Camp de Mirra in valenciano, è un comune spagnolo situato nella comunità autonoma Valenciana.